# 克羅埃西亞君主列表
本条目列舉克羅埃西亞歷代君主。

## 克罗地亚公爵
- 特尔菲米尔一世（845–864）
- 多马戈伊（864–876）
- 兹德斯拉夫（878–879）
- 布拉尼米尔（879–892）
- 蒙奇米尔（892–910）
- 托米斯拉夫一世（910–925）

## 克罗地亚国王
- 自925）教皇约翰十世封托米斯拉夫为“克罗地亚国王”（拉丁文：Rex Chroatorum）后，克罗地亚君主便沿用了这一称号。

### 中世纪克罗地亚王国

#### 特尔皮米罗维奇王朝
- 托米斯拉夫一世（925–928）
- 特尔菲米尔二世（928–935）
- 克雷西米尔一世（935–945）
- 米罗斯拉夫（945-949）
- 米哈伊洛·克雷西米尔二世（949–969）
- 斯特凡·杰斯拉夫（969–997）
- 斯韦托斯拉夫·苏罗尼亚（997-1000）
- 克雷西米尔三世（1000–1030）
- 戈伊斯拉夫（1000 -1020）
- 斯蒂芬一世（1030–1058）
- 佩塔克雷西米尔四世（1058–1074）
- 德米塔尔兹沃尼米尔（1075–1089）
- 斯蒂芬二世（1089 -1091）

#### 阿帕德王朝
- 拉斯洛一世 （1091–1095）
- 须八吉王朝
- 佩塔尔·斯瓦契奇（1093–1097）

### 匈牙利-克羅地亞邦聯

#### 阿帕德王朝
- 卡爾曼（1095-1114）
- 伊什特萬二世（1114-1131）
- 貝拉二世（1131-1141）
- 蓋薩二世（1141-1161）
- 伊什特萬三世（1161-1162）
- 拉斯洛二世（1162-1163）
- 伊什特萬四世（1163）
- 伊什特萬三世（1163-1172）
- 貝拉三世（1172-1196）
- 伊姆雷（1196-1204）
- 拉斯洛三世（1204-1205）
- 安德烈二世（1205-1235）
- 貝拉四世（1235-1270）
- 伊什特萬五世（1270-1272）
- 拉斯洛四世（1272-1290）
- 安德烈三世（1290-1301）

#### 安茹王朝
- 查理一世（1301–1342）
- 拉約什一世（1342–1382）
- 玛丽亚一世（1382 -1395）
- 查理二世（1385–1386）

#### 卢森堡王朝
- 西吉斯蒙德 （1387–1437）

#### 哈布斯堡王朝
- 阿尔伯特（1437–1439）

#### 雅盖沃王朝
- 乌拉斯洛一世（1440–1444）

#### 哈布斯堡家族
- 拉斯洛五世 （1444–1457）
- 马蒂亚斯一世（1458–1490）

#### 雅盖沃王朝
- 乌拉斯洛二世（1490 -1516）
- 拉約什二世（1516–1526）

### 哈布斯堡克罗地亚
- 斐迪南一世（1526–1564）
- 马克西米利安二世（1563–1576）
- 鲁道夫二世（1576-1608）
- 马蒂亚斯（1608–1619）
- 斐迪南二世（1618-1637）
- 斐迪南三世（1625-1657）
- 斐迪南四世（1647-1654）
- 利奥波德一世（1657-1705）
- 约瑟夫一世（1705-1711）
- 查理三世（1711–1740）
- 玛丽亚·特蕾西亚（1740-1780）
- 约瑟夫二世（1780-1790）
- 利奥波德二世（1790-1792）
- 弗朗茨一世（1792-1835）
- 斐迪南五世（1835–1848）
- 弗朗茨·约瑟夫一世（1848—1916）
- 查理四世（1916–1918）

## 克罗地亚独立国
- 托米斯拉夫二世（1941–1943）